# Іванченко Роман Григорович
Рома́н Григо́рович Іва́нченко (*25 жовтня 1929, Київ — †20 липня 2004) — доктор філологічних наук (1989), професор (1991). Завідувач кафедри видавничої справи та редагування видавничо-поліграфічного факультету НТУУ «КПІ» (нині — Видавничо-поліграфічний інститут НТУУ «КПІ») (з 1991). Заступник головного редактора, часопис «Друкарство».

## Життєпис
Народився 25 жовтня 1929 (м. Київ). Освіта: Київський університет ім. Т.Шевченка, філологічний факультет (1948—1953), філолог; докторська дисертація «Лінґвістика тексту та принципи оптимізації мовлення» (1989).
1953—55 — редактор редакції дожовтневої літератури, Держлітвидав України. 1955—57 — аспірант, Інститут мовознавства ім. О.Потебні АНУ. 1957—59 — співредактор редакції перекладної літератури, видавництво «Рад. письменник». 1959—64 — старший викладач Київ. факультету, Український поліграфічний інститут. 1964—71 — доцент факультету журналістики, Київський університет ім. Т.Шевченка.
1971—74 — науковий редактор (редакція літератури, науки, та освіти), Головна редакція Української радянської енциклопедії.
1974—89 — доцент Київського факультету, Український поліграфічний інститут. 1989—91 — доцент, професор поліграфічного факультету, Київський політехнічний інститут. Член СЖУ (1970).
Наукові інтереси: Р. Г. Іванченка — літературознавство і текстологія, теорія літературного редагування і становлення редакційно-видавничої справи в Україні; історія започаткування українських видавництв і періодичних видань (від витоків друкарства на українських землях до сьогодення), видатні персоналії на теренах українського друкарства (від Грабянки, Котляревського і Куліша — до сучасників), становлення різних видів видань (від довідкових та інформаційних до рекламних, від популярних до наукових, у тому числі — вузькоспеціалізованих), традиції і новації у ділянці підготовки фахівців видавничої справи та редагування.

## Внесок у науку
Займався формуванням нового наукового напряму — літературного редагування.
Досліджував мовні та літературні особливості твору і процесу редагування з огляду на особливості творення і сприймання тексту. Справжній патріот України («націоналіст» — як про нього говорили і писали у відповідні органи недоброзичливці), створив наукову школу, ідеї якої є основою викладання видавничої справи та редагування у ВНЗ сучасної України. Завдяки професорові Іванченку та викладацькому колективу, який склався навколо нього, донині безперервно ведеться підготовка кваліфікованих фахівців для книжкових видавництв, системи науково-технічної інформації, рекламних служб, мас-медіа.
Будучи старшим науковим редактором УРЕ, Іванченко працював там над багатотомовою «Історією міст і сіл України», «Шевченківським словником», «Словником іншомовних слів» — і паралельно читав лекції для фахівців видавництв по всій Україні. Якось під час роботи в УРЕ Романові Іванченку надійшла пропозиція від Міносвіти СРСР переїхати до Москви на постійне проживання, щоб працювати спічрайтером в апараті
ЦК — писати доповіді для високопосадовців. Статус, квартира, зарплата до цього додавалися б відповідні, але Іванченко залишився в «хрущівці» і зі зросійщуваною українською наукою. Надто бракувало Україні інтелігентів, котрі протистояли її деукраїнізації в 1970-80-х рр. минулого століття.
До Романа Іванченка як до порадника, критика й офіційного опонента в кандидатських захистах найчастіше зверталися люди мотивовані в науці й небайдужі до громадських справ (зокрема такі, як Олесь Гоян і Сергій Квіт). Ірадж Ростегар з Ірану спеціально звернувся до професора Іванченка в КПІ, щоб написати кандидатську дисертацію на дражливу в його країні тему політичної карикатури в пресі. Не менш плідні стосунки склалися в Романа Григоровича  з талановитими практиками видавничої справи. Зокрема, геофізик і науковий редактор «Вищої школи» Михайло Хойнацький розглядає свої понад 120 науково-практичних публікацій та книжкок з питань стандартизації у видавничих установах як прямий наслідок свого співпробітництва з професором Іванченком. Заохочений ним, написав двомовну статтю про редагування підручників до всесоюзного збірника «Редактор і книга» і директор видавництва «Педагогічна преса» Юрій Кузнецов. А головний редактор Парламентського видавництва Юрій Дяченко у 2003 р. зорганізував репринтне перевидання підручника Р. Г. Іванченка «Літературне редагування»: колишній голова Держкомвидаву, він як мало хто з посадовців розуміє універсальну дієвість таких гуманітарних друків, адже їм не заважають освічувати видавничу громадськість ні час, ані політична кон'юнктура.

## Праці
Автор багатьох публікацій, посібників, монографій, методичних розробок і наукових статей. Серед них:
- посібник «Рукопис у редактора» (1967),
- посібник «Літературне редагування» (1970, 1983, 2003),
- монографія «Іван Нечуй-Левицький» (1980),
- науково-публіцистична праця «Літопис гадяцького полковника Григорія Грабянки» (1992),
- спеціалізований словник-довідник «Реклама» (2001).